# Сагинов, Абылкас Сагинович
Абылкас Сагинов (1915—2006) — казахстанский учёный, доктор технических наук (1967), профессор (1958), академик АН КазССР (1970), Герой Социалистического Труда.

## Биография
Родился 27 декабря 1915 года в селе Баян-Аул Павлодарской области. Происходит из подрода каржас рода суйиндык племени аргын. С родителями переехал в Каркаралинск, где окончил школу.
Работал на Успенском руднике мотористом. Окончил Карагандинский горный техникум, а в 1939 году Днепропетровский горный институт.
Далее работал на шахтах Караганды: главный инженер, начальник шахты, главный инженер треста, начальник горного района.
В 1951 году успешно защитил диссертацию и стал третьим горным инженером в Казахстане, удостоившимся учёной степени.
В 1952 по 1955 руководит Карагандинским научно-исследовательским угольным институтом (КНИУИ).
В 1955 году становится первым ректором Карагандинского горного института (по 1987 год), созданного в 1953 году. Одновременно являлся заведующим кафедрой разработки месторождений полезных ископаемых.
Член КПСС с 1941 года. Неоднократно избирался депутатом Верховного Совета СССР (1966—1970), Карагандинского областного и городского Советов народных депутатов, членом обкома Компартии Казахстана.

## Награды и Премии
- Герой Социалистического Труда — Указом Президиума Верховного Совета СССР от 20 июля 1971 года «за большие заслуги в развитии высшего образования и подготовке квалифицированных специалистов для народного хозяйства» с вручением ордена Ленина и золотой медали Серп и Молот
- Награждён двумя орденами Ленина, орденами Трудового Красного Знамени, Октябрьской Революции, Дружбы народов (26.12.1975)[3], медалями[4].
- Лауреат Государственной премии КазССР (1974).
- В 1993 году решением Карагандинского городского Совета народных депутатов за большой вклад в области науки и техники, развитие Карагандинского угольного бассейна и подготовку кадров для народного хозяйства А. С. Сагинову присвоено звание «Почетный гражданин города Караганды».
- Указом Президента Республики Казахстан в декабре 1995 года А. С. Сагинову присвоено звание «Заслуженный деятель науки и техники Республики Казахстан».

## Научные работы
Абылкас Сагинов был специалистом в области разработки угольных пластов и совершенствования технологии их эксплуатации. Под его руководством в Карагандинском угольном бассейне проводилось внедрение трёхслойной разработки мощного пологопадающего пласта:
- Методы анализа и оптимизации технологических схем угольных шахт. Москва, 1974 (соавтор).
- Проблемы разработки угольных пластов Карагандинского бассейна. Алма-Ата, 1976.